# Рекомендаційний лист
Рекомендаційний лист — це документ, у якому оцінені професійні та особисті навички, що були виявлені на попередньому місці роботи. Рекомендаційний лист може знадобитися під час працевлаштування або стажування у відомій компанії, корисним він буде й під час трудової міграції. Він допомагає рекрутерам більше дізнатися як про професійні, так і про особисті характеристики кандидата. В Україні відгук із попереднього місця роботи або рекомендаційний лист стажування — не обов'язкові, це лише додатковий бонус для отримання омріяної вакансії. Але якщо він є, треба знати, як правильно презентувати цей документ — коли його надіслати, щоб дістати переваги рекрутерів.

## Призначення
Рекомендації потрібні кандидатам, що прагнуть працевлаштуватися в умовах високої конкуренції, студентам, хатньому персоналу, особливо якщо робота передбачає взаємодію з дітьми.
- Рекомендаційний лист для студента без досвіду

Якщо ваша ціль — стажування або робота для студентів без досвіду, тоді рекомендації дадуть можливість дізнатися про ваші soft-скіли та особисті якості.
- Лист-відгук для вакансій, де рекомендації обов'язкові

Компанії переважно вимагають від кандидата лише резюме та наявність супровідного листа. Але трапляються певні організації, яким дуже важливо, щоб кандидати могли надати контакти для відгуків із попереднього місця роботи, або ж рекомендації в письмовому вигляді.
- Відгук із місця роботи для співпраці з іноземними клієнтами

Якщо вас цікавить працевлаштування за кордоном або віддалена співпраця з іноземним клієнтом, варто орієнтуватися на запити конкретного замовника, адже для когось резюме й портфоліо буде недостатньо — знадобляться рекомендації.

## Оформлення і вимоги
Мало знати, що таке рекомендований лист, треба також розуміти, що в ньому писати. Швидше за все вам доведеться скласти цей документ самостійно, а колишній роботодавець лише внесе правки та підпише. Тому потрібно правильно оцінити себе: не применшувати свої досягнення, але й не перебільшувати, головне — це чесність.
Добре, якщо в тексті будуть наведені цифри, що будуть оцінювати досягнення — ця інформація є дуже переконливою для рекрутерів. У числах можна виміряти навіть нетехнічні професії, щоб зробити лист більш «вагомим».
Опис характеру варто зробити максимально точним, адже це допоможе майбутньому роботодавцю зрозуміти, чи відповідаєте ви корпоративному духу компанії, чи зможете побудувати нормальні відносини з колективом. Додавання в лист одного чи двох незначних недоліків допоможе викликати довіру, адже ніхто не ідеальний.
Документ має складатися з таких пунктів:
- дані рекомендатора (персональні та контактні);
- персональні дані кандидата, тривалість працевлаштування та посада;
- короткий перелік посадових обов'язків;
- опис персональних та командних досягнень;
- особисті характеристики.

Також у рекомендаційному листі факультативно потрібно зазначити причину звільнення та висловлення жалю із цього приводу. Сподівання на подальшу успішну кар'єру кандидата також не будуть зайвими.
Оптимальний обсяг такого документа складає 300—400 слів.

## Отримання
Щоб здобути листа з відгуком про співпрацю можна звернутися до відділу кадрів чи безпосередньо до керівника. Також скласти враження про співпрацю можуть колеги.
В університеті рекомендаційний лист можуть надати:
- декан;
- завідувачі кафедр;
- науковий керівник;
- куратор;
- керівники семінарів та конференцій, у яких ви брали участь.

Якщо вам відмовили надати лист-відгук, не треба наполягати, краще сконцентруватися на мотиваційному листі та резюме.